# Gejza Valent
Gejza Valent (ur. 3 października 1953 w Pradze, zm. 6 października 2024) – czeski lekkoatleta specjalizujący się w rzucie dyskiem, uczestnik letnich igrzysk olimpijskich w Seulu (1988). W czasie swojej kariery reprezentował Czechosłowację.

## Sukcesy sportowe
- dwukrotny mistrz Czechosłowacji w rzucie dyskiem – 1987, 1989[2]

| Rok  | Miasto    | Zawody               | Konkurencja  | Wynik         |
| ---- | --------- | -------------------- | ------------ | ------------- |
| 1982 | Ateny     | mistrzostwa Europy   | rzut dyskiem | 6. miejsce    |
| 1983 | Helsinki  | mistrzostwa świata   | rzut dyskiem | brązowy medal |
| 1984 | Moskwa    | "Przyjaźń-84"        | rzut dyskiem | 5. miejsce    |
| 1986 | Stuttgart | mistrzostwa Europy   | rzut dyskiem | 5. miejsce    |
| 1987 | Rzym      | mistrzostwa świata   | rzut dyskiem | 9. miejsce    |
| 1988 | Seul      | igrzyska olimpijskie | rzut dyskiem | 6. miejsce    |
| 1990 | Split     | mistrzostwa Europy   | rzut dyskiem | 9. miejsce    |

## Rekordy życiowe
- rzut dyskiem – 69,70 – Nitra 26/08/1984